# Brześce-Kolonia
Brześce-Kolonia – kolonia w Polsce położona w województwie lubelskim, w powiecie puławskim, w gminie Janowiec.
W latach 1975–1998 miejscowość należała administracyjnie do ówczesnego województwa lubelskiego.
Wieś stanowi sołectwo gminy Janowiec.